# Czech Airlines
Czech Airlines (ČSA) er et flyselskab fra Tjekkiet med hovedsæde på Václav Havel Airport i Prag.

## Historie
Selskabet blev grundlagt 6. oktober 1923 af den tjekkoslovakiske regering. 20 dage senere afgik det første fly med retning mod Bratislava. Der blev kun fløjet indenrigs indtil 1930, hvor selskabet havde sin første udenrigsrute, der gik til Zagreb. 
3. februar 1962 havde selskabet sin første transatlantiske afgang med rutefly. Det var til Havanna på Cuba, som dermed blev koblet tættere på det Sovjet-dominerede Tjekkoslovakiet.
Efter at selskabet i 1990'erne skiftede sine russiske fly ud med en mere moderne flyflåde, blev CSA fuldgyldigt medlem af flyalliancen SkyTeam.
I 2007 etablerede Czech Airlines et lavprisflyselskab. Datterselskabet blev opkaldt Click4Sky og solgte billetter til CSA-opererede flyvninger til europæiske destinationer.
Click4Sky blev lukket ned i 2009 efter et års virksomhed.
Czech Airlines havde indtil for nylig langdistanceruter til Nordamerika, men disse blev lukket da Airbus A310 blev udfaset.